# العقد الأحمر
العقد الأحمر هو مصطلح صاغه الصحفي والمؤرخ يوجين ليونز لوصف فترة في التاريخ الأمريكي في ثلاثينيات القرن العشرين اتسمت بالولع على نطاق واسع بالشيوعية بشكل عام والستالينية بشكل خاص. اعتقد ليونز أن هذا التبجيل لجوزيف ستالين والبهجة بالإنجازات البلشفية قد وصل إلى ذروته في عام 1938 وكان أعمق بين الليبراليين والمثقفين والصحفيين وحتى بعض المسؤولين الحكوميين والفدراليين.
يجادل ليونز بأن المثقفين الأمريكيين أعطوا الاتحاد السوفياتي الستاليني آنذاك (وبالتالي الستالينية) بعض النوايا الحسنة والاحترام الدولي الذي لم يكن يستحقه.

### استشهاد عام
- Lyons, Eugene (1941). The red decade: The Stalinist Penetration of America. Simon Publications. ISBN:1-931541-07-8.
- Warren, Frank A. (1993). Liberals and Communism: The Red Decade Revisited. Columbia University Press. ISBN:0-231-08445-5.